# Apocynum venetum
Apocynum venetum (пухівник солонцевий як Trachomitum sarmatiense, пухівник кримський як Trachomitum tauricum, кендир сарматський як Trachomitum sarmatiense, кендир кримський як Trachomitum tauricum) — вид рослин з родини барвінкових (Apocynaceae), поширений у Євразії.

## Опис
Багаторічна кореневищна трав'яна рослина. Стебла до 4 м заввишки, голі, крім суцвіть; гілки і гілочки білувато-сірі, циліндричні. Листки зазвичай протилежні; черешок 3–6 мм; пластинка від вузько еліптичної до вузько-яйцеподібної форми, 1–8 × 0.5–2.2 см. Чашолистки вузько-еліптичні або вузько яйцеподібні, ≈ 1.5 мм. Віночок пурпурувато-червоний або рожевий. Стручки стрункі, 8–20 см × 2–3 мм. Насіння яйцеподібне або еліпсоїдне, 2–3 мм. 2n = 22.
Цвіте в липні–серпні; плодоносить у вересні. Розмножується насінням і кореневищем.

## Поширення
Поширений у південній, південно-східній і східній Європі, в Азії.
В Україні зростає на узбережжі Чорного та Азовського морів.

## Загрози й охорона
Загрозами є низька здатність до насіннєвого розмноження, морська абразія, рекреація і забудова.
Занесений до Червоної книги Україні в статусі «Вразливий». Охороняється в Дунайському та Чорноморському БЗ, в заказнику «Новий Світ».